# 房裡城
房裡城是位於今臺灣苗栗縣苑裡鎮的民築城池，為今苗栗縣為一曾築過土石的城池，該地原為道卡斯族蓬山八社之一房裡社所有。該城已不存，但苑裡鎮公所於過去的南門、北門處有立碑紀念。

## 沿革
苑裡鎮過去為平埔族道卡斯族的居住地，清雍正初年時出身泉州的毛、游、李、蔡、陳、郭六姓來此開墾貓盂社（今苑裡鎮中正里一帶）附近土地，為漢人移居開墾之始。
咸豐三年（1853年），今苑裡鎮、通霄鎮發生了閩粵械鬥與漳泉械鬥，後來通霄街變為粵人（客家人）群居地，苑裡街城為漳州人群居地，苑裡泉州人遂於房里庄以北重建新街，後稱房裡街。由於房裡街有土地公港並設有鹽館，且是臺灣織布業與染布業中心之一，為該地區的經貿中心。後來因為常受海盜、土匪侵擾，房裡士紳陳植東、蔡錫疇遂發起捐款建城，城的周圍種有刺竹，刺竹外於東西北三面開溝。
同治元年（1862年）發生戴潮春事件時，以蔡錫疇為主的士紳為了自保而再次捐資強化城防，除加高城牆、補修竹圍外，並在溝底安置釘桶與按戶抽丁輪流守備。
後來在光緒二年（1876年）時，苑裡街與房裡城爆發大規模的漳泉械鬥，導致城內發生大火，城垣城門亦受損，之後許多士紳富商搬離房裡，房裡城因而衰微。

## 建築
房裡城建有四座城門，周長約三里，城外環有刺竹，刺竹外除南面與房裡庄比鄰而未開溝其餘均有開溝。
城內的信仰中心是創於雍正二年（1724年）的順天宮，主祀媽祖，又稱「內城媽祖」。而房裡城內在繁榮時期，因街屋屋頂相連而有不見天的景象。